# John Henson
John Allen Henson (ur. 28 grudnia 1990 w Greensboro) – amerykański koszykarz, występujący na pozycji silnego skrzydłowego, obecnie zawodnik Mets de Guaynabo. 
W 2008 wystąpił w turnieju Nike Global Challenge, podczas którego został zaliczony do składu najlepszych zawodników imprezy. Rok później wystąpił w trzech meczach gwiazd amerykańskich szkół średnich – Nike Hoop Summit, Jordan Classic, McDonald’s All-American. Został też zaliczony do I składu Parade All-American i II składu USA Today All-USA.
Karierę koszykarską rozpoczął podczas studiów na uniwersytecie Karoliny Północnej w drużynie North Carolina Tar Heels. Po trzech latach studiów zgłosił się do draftu NBA 2012, w którym to został wybrany z numerem 14 przez Milwaukee Bucks.
7 grudnia 2018 trafił w wyniku wymiany z udziałem trzech zespołów do Cleveland Cavaliers.
6 lutego 2020 został wytransferowany do Detroit Pistons. 5 kwietnia 2021 zawarł 10-dniowa umowę z New York Knicks. W klubie nie rozegrał żadnego spotkania.
9 marca 2022 został zawodnikiem portorykańskiego Mets de Guaynabo.

## Osiągnięcia
Stan na 10 marca 2022, na podstawie, o ile nie zaznaczono inaczej.
NCAA
- Uczestnik rozgrywek Elite 8 turnieju NCAA (2011, 2012)
- Mistrz sezonu regularnego konferencji Atlantic Coast (ACC – 2011, 2012)
- dwukrotny obrońca roku ACC (2011, 2012)[7]
- Zaliczony do:
  - I składu:
    - ACC (2012)
    - defensywnego ACC (2011, 2012)

  - II składu:
    - ACC (2011)
    - turnieju ACC (2011)

NBA
- Zaliczony do I składu letniej ligi NBA (2012, 2013)